# Liste des chapitres de Step Up Love Story
Cet article est un complément de l'article sur le manga Step up, Love Story.

## Volumes reliés

### Tomes 1 à 10
| no | Japonais         | Japonais      | Français          | Français          |
| no | Date de sortie   | ISBN          | Date de sortie    | ISBN              |
| --- | ---------------- | ------------- | ----------------- | ----------------- |
| 1 | 29 août 1997     | 4-592-13461-3 | 14 janvier 2004   | 978-2-8459-9303-7 |
| Liste des chapitres : - Chapitre 1 : Amour et mariage arrangés - Chapitre 2 : La première fois - Chapitre 3 : Enfin le premier frisson... - Chapitre 4 : Préliminaires - Chapitre 5 : Contact charnel ! - Chapitre 6 : Lune de miel - Chapitre 7 : Le matin aussi, c'est bien ! - Chapitre 8 : Les conseils de Rika - Chapitre 9 : On peut le faire combien de fois ? - Chapitre 10 : Les trucs de Rika contre la "précocité"           |                  |               |                   |                   |
| 2 | 17 décembre 1997 | 4-592-13462-1 | 17 mars 2004      | 978-2-8459-9320-4 |
| Liste des chapitres : - Chapitre 11 : Quel genre de mec éviter à tout prix ? - Chapitre 12 : Fièvre - Chapitre 13 : Yura prend le dessus - Chapitre 14 : Avec un baiser, c'est mieux ! - Chapitre 15 : Love Hotel - Chapitre 16 : Feu d'artifice... - Chapitre 17 : Les amis de Rika - Chapitre 18 : Week-end en famille - Chapitre 19 : À quels seins se vouer ? - Chapitre 20 : Makoto s'améliore... un peu                           |                  |               |                   |                   |
| 3 | 27 mars 1998     | 4-592-13463-X | 12 mai 2004       | 978-2-8459-9335-8 |
| Liste des chapitres : - Chapitre 21 : Nuit d'ivresse - Chapitre 22 : En levrette - Chapitre 23 : Les amants infidèles... - Chapitre 24 : Premier réveillon - Chapitre 25 : Bain de minuit - Chapitre 26 : Dessous sexy - Chapitre 27 : Pour lui plaire - Chapitre 28 : Question de doigté - Chapitre 29 : Nuit coquine, nuit câline - Chapitre 30 : Petites gâteries                                                                    |                  |               |                   |                   |
| 4 | 29 juillet 1998  | 4-592-13464-8 | 18 août 2004      | 978-2-8459-9353-2 |
| Liste des chapitres : - Chapitre 31 : Problèmes d'érection ! - Chapitre 32 : Fellation, mode d'emploi - Chapitre 33 : Par amour - Chapitre 34 : Week-end en amoureux - Chapitre 35 : Première fois - Chapitre 36 : Le matin, c'est mieux ! - Chapitre 37 : Cohabitation - Chapitre 38 : Les mecs ne pensent qu'à ça ! - Chapitre 39 : L'abstinence, c'est nul ! - Chapitre 40 : Kyoko, femme médecin                                    |                  |               |                   |                   |
| 5 | 29 octobre 1998  | 4-592-13465-6 | 13 octobre 2004   | 978-2-8459-9369-3 |
| Liste des chapitres : - Chapitre 41 : La cuisine de l'amour - Chapitre 42 : Ce soir, on sort ! - Chapitre 43 : Première séparation - Chapitre 44 : Yura se prend en main - Chapitre 45 : Sugiyama passe à l'attaque ! - Chapitre 46 : Tu m'as tellement manqué ! - Chapitre 47 : L'amour, toujours - Chapitre 48 : "69" - Chapitre 49 : Rika prend sa revanche - Chapitre 50 : Mode sexy                                                |                  |               |                   |                   |
| 6 | 25 février 1999  | 4-592-13466-4 | 8 décembre 2004   | 978-2-8459-9385-3 |
| Liste des chapitres : - Chapitre 51 : Les nouveaux voisins ♥ - Chapitre 52 : Les bons conseils du professeur Rika - Chapitre 53 : Le manuel des 48 positions - Chapitre 54 : Yura se lance - Chapitre 55 : Jun pose des questions ♥ - Chapitre 56 : Première fois ♥ - Chapitre 57 : La Saint-Valentin ♥ - Chapitre 58 : C'est bizarre, l'amour ! - Chapitre 59 : Première dispute ☆ - Chapitre 60 : Parle-moi ! ♥                       |                  |               |                   |                   |
| 7 | 28 mai 1999      | 4-592-13467-2 | 16 février 2005   | 978-2-8459-9402-7 |
| Liste des chapitres : - Chapitre 61 : Joyeux anniversaire, Makoto ! ♥ - Chapitre 62 : Chacun fait ce qui lui plait ! - Chapitre 63 : Une si douce poitrine - Chapitre 64 : Jalousie - Chapitre 65 : Qu'est-ce que l'amour ? ♥ - Chapitre 66 : Ivre sous les cerisiers ♥ - Chapitre 67 : Yura mène le jeu ♥ - Chapitre 68 : Anniversaire de mariage - Chapitre 69 : Cosplays sexy ☆ - Chapitre 70 : Orgasme, vous avez dit orgasme ?! ♥  |                  |               |                   |                   |
| 8 | 27 août 1999     | 4-592-13468-0 | 20 avril 2005     | 978-2-8459-9421-8 |
| Liste des chapitres : - Chapitre 71 : Dîner d'affaires ♥ - Chapitre 72 : Première fois ♥ - Chapitre 73 : Yura a disparu ! - Chapitre 74 : La maman de Yura ☆ - Chapitre 75 : Attention aux pervers ! - Chapitre 76 : Bien proportionnée ! - Chapitre 77 : Un week-end à la campagne ♥ - Chapitre 78 : Les amours de Jun ♥ - Chapitre 79 : Yura est enceinte ?! - Chapitre 80 : Massages torrides                                        |                  |               |                   |                   |
| 9 | 29 novembre 1999 | 4-592-13469-9 | 15 juin 2005      | 978-2-8459-9448-5 |
| Liste des chapitres : - Chapitre 81 : Makoto à l'hôpital ☆ - Chapitre 82 : Enfin seuls ! - Chapitre 83 : Suis-je désirable ? - Chapitre 84 : Nuit torride ♥ - Chapitre 85 : L'affaire des fraises - Chapitre 86 : Rupture - Chapitre 87 : La grand-mère de Yura ♥ - Chapitre 88 : Balade en voiture - Chapitre 89 : Le fil rouge de l'amour - Chapitre 90 : Makoto, en panne ?                                                          |                  |               |                   |                   |
| 10 | 29 février 2000  | 4-592-13470-2 | 14 septembre 2005 | 978-2-8459-9485-0 |
| Liste des chapitres : - Chapitre 91 : À deux, c'est mieux ♥ - Chapitre 92 : Professeur Rika à la rescousse - Chapitre 93 : Le sexe fait-il maigrir ? - Chapitre 94 : Makoto a des soucis ☆ - Chapitre 95 : Quel cadeau lui offrir ? ☆ - Chapitre 96 : Des baisers pour Noël ♥♥ - Chapitre 97 : Le silence de l'amour - Chapitre 98 : Complexes de femmes ♥ - Chapitre 99 : Les pros du sexe ☆ - Chapitre 100 : Mariage ou pas mariage ? |                  |               |                   |                   |

### Tomes 11 à 20
| no | Japonais          | Japonais      | Français         | Français          |
| no | Date de sortie    | ISBN          | Date de sortie   | ISBN              |
| --- | ----------------- | ------------- | ---------------- | ----------------- |
| 11 | 29 juin 2000      | 4-592-13471-0 | 16 novembre 2005 | 978-2-8459-9512-3 |
| Liste des chapitres : - Chapitre 101 : Le fantasme de l'uniforme ☆ - Chapitre 102 : Un peu d'exercice s'impose - Chapitre 103 : L'art de se déshabiller - Chapitre 104 : Yamada, mets ton préservatif ! ☆ - Chapitre 105 : Dans l'obscurité... ♥ - Chapitre 106 : Les conquêtes de Matsuzaki ♥ - Chapitre 107 : L'épouse idéale ♥♥ - Chapitre 108 : Comment être sûr de son choix ? - Chapitre 109 : L'alliance égarée - Chapitre 110 : L'importance des préliminaires |                   |               |                  |                   |
| 12 | 29 septembre 2000 | 4-592-13472-9 | 18 janvier 2006  | 978-2-8459-9549-9 |
| Liste des chapitres : - Chapitre 111 : La leçon porte ses fruits ♥♥ - Chapitre 112 : Yura veut travailler - Chapitre 113 : Tenue de serveuse - Chapitre 114 : Faire un enfant toute seule ♥ - Chapitre 115 : C'est une femme, maintenant ♥ - Chapitre 116 : Vive la pluie ♥ - Chapitre 117 : Makoto, un bon parti ? ☆ - Chapitre 118 : Élever un enfant - Chapitre 119 : L'amour en silence ♥ - Chapitre 120 : Un bébé en route ?                                      |                   |               |                  |                   |
| 13 | 18 décembre 2000  | 4-592-13473-7 | 15 mars 2006     | 9782845995727     |
| Liste des chapitres : - Chapitre 121 : Coup de chaleur ☆ - Chapitre 122 : Déshabille-toi ♥♥ - Chapitre 123 : Réunion de famille - Chapitre 124 : Moi, infidèle !? Jamais ! - Chapitre 125 : Seuls au bureau ♥ - Chapitre 126 : Laisse mes seins tranquilles ☆☆ - Chapitre 127 : En proie à l'envie ☆ - Chapitre 128 : Les dragueurs de la plage - Chapitre 129 : Makoto est dans le pétrin - Chapitre 130 : Comme c'est romantique ! ☆                                 |                   |               |                  |                   |
| 14 | 27 avril 2001     | 4-592-13474-5 | 24 mai 2006      | 978-2-8459-9600-7 |
| Liste des chapitres : - Chapitre 131 : Vidéo amateur ♥ - Chapitre 132 : Une maison de rêve ☆ - Chapitre 133 : Spleen d'automne ♥♥ - Chapitre 134 : Un Noêl sans Yura !? - Chapitre 135 : Sous le ciel étoilé ♪♪ - Chapitre 136 : L'autorité du mari - Chapitre 137 : Un nouvel an torride ♥ - Chapitre 138 : La centième fois ♥♥ - Chapitre 139 : Rika et Miyuki ☆ - Chapitre 140 : Une nouvelle bouleversante                                                         |                   |               |                  |                   |
| 15 | 29 août 2001      | 4-592-13475-3 | 23 août 2006     | 978-2-8459-9626-7 |
| Liste des chapitres : - Chapitre 141 : Yura apprentie geisha ♥ - Chapitre 142 : Sans toi, la vie est triste - Chapitre 143 : Je t'attendrai à la maison... ♥ - Chapitre 144 : Yamada est mal en point - Chapitre 145 : Sexercice avec Miyuki ♪♪ - Chapitre 146 : Makoto, l'homme invisible - Chapitre 147 : La petite pilule du bonheur ☆ - Chapitre 148 : Retrouvailles - Chapitre 149 : Un vœu qui n'a pu se réaliser ☆                                              |                   |               |                  |                   |
| 16 | 19 décembre 2001  | 4-592-13476-1 | 18 octobre 2006  | 978-2-8459-9650-2 |
| Liste des chapitres : - Chapitre 150 : La toilette de Yura ♥ - Chapitre 151 : L'amour apaise les tensions - Chapitre 152 : Les avantages du mariage - Chapitre 153 : Une promotion à fêter ♥♥ - Chapitre 154 : Kyoko et Matsuzaki ♥ - Chapitre 155 : La femme idéale ☆ - Chapitre 156 : Et si Yura aimait ça ? ♥ - Chapitre 157 : Camping ☆ - Chapitre 158 : Dispute entre sœurs ☆ - Chapitre 159 : La libido de Yura                                                  |                   |               |                  |                   |
| 17 | 26 avril 2002     | 4-592-13477-X | 6 décembre 2006  | 978-2-8459-9671-7 |
| Liste des chapitres : - Chapitre 160 : Chaleur nocturne ☆ - Chapitre 161 : La symbolique des rêves - Chapitre 162 : Le point faible des hommes - Chapitre 163 : Rencontres sur internet ♥ - Chapitre 164 : Lettre d'amour ♥ - Chapitre 165 : La cueillette des champignons ☆ - Chapitre 166 : Le lumbago de Makoto - Chapitre 167 : Les bars américains ☆ - Chapitre 168 : La famille s'agrandit                                                                       |                   |               |                  |                   |
| 18 | 29 juillet 2002   | 4-592-13478-8 | 14 février 2007  | 978-2-8459-9701-1 |
| Liste des chapitres : - Chapitre 169 : Mettre fin à la routine - Chapitre 170 : Voyage au mont Fuji ♥ - Chapitre 171 : Yamada rencontre les Kawada... ☆ - Chapitre 172 : Un projet pour l'avenir - Chapitre 173 : Et le mariage, Kyoko ? - Chapitre 174 : Les minijupes - Chapitre 175 : Les monomaniaques - Chapitre 176 : Yura trompée ? - Chapitre 177 : Le meilleur réconfort                                                                                      |                   |               |                  |                   |
| 19 | 29 octobre 2002   | 4-592-13479-6 | 18 avril 2007    | 978-2-8459-9722-6 |
| Liste des chapitres : - Chapitre 178 : Trop de bonheur inquiéterait-il ? ♥ - Chapitre 179 : Vaincre sa peur - Chapitre 180 : Le déménagement ☆ - Chapitre 181 : Nouvelle vie - Chapitre 182 : Une nuit torride ♥♥♥ - Chapitre 183 : Shoko, romancière érotique ? ☆☆ - Chapitre 184 : L'envie d'aimer - Chapitre 185 : L'adultère, situation contraignante ? - Chapitre 186 : Les hommes et les femmes                                                                  |                   |               |                  |                   |
| 20 | 28 février 2003   | 4-592-13480-X | 20 juin 2007     | 978-2-8459-9741-7 |
| Liste des chapitres : - Chapitre 187 : Laissons le passé derrière nous - Chapitre 188 : L'Aqualand ☆ - Chapitre 189 : Les malheurs de Rui ♥ - Chapitre 190 : Sex toys - Chapitre 191 : En a-t-on vraiment besoin ? ♥ - Chapitre 192 : Miyuki, Alissa et le sex anti-stress - Chapitre 193 : Bas les pattes ! ♥ - Chapitre 194 : Makoto, garde-malade de Rika ♥♥ - Chapitre 195 : L'enfant                                                                              |                   |               |                  |                   |

### Tomes 21 à 30
| no | Japonais         | Japonais      | Français          | Français          |
| no | Date de sortie   | ISBN          | Date de sortie    | ISBN              |
| --- | ---------------- | ------------- | ----------------- | ----------------- |
| 21 | 29 mai 2003      | 4-592-13841-4 | 19 septembre 2007 | 978-2-8459-9767-7 |
| Liste des chapitres : - Chapitre 196 : Les commérages de Mme Mizuhara - Chapitre 197 : Essayons de nouvelles positions ♥♥ - Chapitre 198 : Aux bains avec les singes ! - Chapitre 199 : J'ai grossi des fesses... - Chapitre 200 : Gros seins à l'accueil ♥ - Chapitre 201 : Fête de fin d'année ☆ - Chapitre 202 : Ménage un jour de neige ☆ - Chapitre 203 : La fête du Setsubun - Chapitre 204 : Le choix du sexe du futur enfant                                    |                  |               |                   |                   |
| 22 | 29 août 2003     | 4-592-13842-2 | 14 novembre 2007  | 978-2-8459-9789-9 |
| Liste des chapitres : - Chapitre 205 : Fais-moi jouir ☆ - Chapitre 206 : Matsuzaki va-t-il plaquer Kyoko ? - Chapitre 207 : Cris d'amour ♥♥ - Chapitre 208 : Ah, l'amour ! ♥♥ - Chapitre 209 : Rui est en âge de s'y intéresser ☆☆ - Chapitre 210 : Baisse de régime printanière ☆ - Chapitre 211 : Les qualités de Narumi ♥ - Chapitre 212 : Donne-moi envie de toi - Chapitre 213 : Les portes ouvertes ☆                                                             |                  |               |                   |                   |
| 23 | 19 décembre 2003 | 4-592-13843-0 | 23 janvier 2008   | 978-2-8459-9819-3 |
| Liste des chapitres : - Chapitre 214 : Self-control - Chapitre 215 : Le bonheur avant tout ♥♥ - Chapitre 216 : Les yeux dans les yeux, c'est mieux ♥ - Chapitre 217 : Narumi veut du sexe ☆ - Chapitre 218 : Et après... - Chapitre 219 : Misaki déprime ! - Chapitre 220 : Préparatifs de mariage - Chapitre 221 : Souvenirs de mariage ♥ - Chapitre 222 : Je vais aller voir ailleurs !                                                                               |                  |               |                   |                   |
| 24 | 29 mars 2004     | 4-592-13844-9 | 19 mars 2008      | 978-2-8459-9844-5 |
| Liste des chapitres : - Chapitre 223 : Sortie entre célibataires ☆ - Chapitre 224 : Kaho Ichijo, une femme sobre ? ♥ - Chapitre 225 : Je n'ai pas peur ☆ - Chapitre 226 : Au revoir, mes amis de sexe ! - Chapitre 227 : On fait un enfant, aujourd'hui ! - Chapitre 228 : Tous en maillot de bain ! ♥♥ - Chapitre 229 : Un tapis de feuilles mortes... - Chapitre 230 : Soupçons d'adultère - Chapitre 231 : Soyons fous ! ♥♥                                          |                  |               |                   |                   |
| 25 | 29 juin 2004     | 4-592-13845-7 | 21 mai 2008       | 978-2-8459-9870-4 |
| Liste des chapitres : - Chapitre 232 : Sous la douche avec Yura ♥♥ - Chapitre 233 : Le couple de Kyoko ☆ - Chapitre 234 : Les rencontres... ♥ - Chapitre 235 : Ah, l'amour ! - Chapitre 236 : Fantasmes ! - Chapitre 237 : L'amoureux d'un jour - Chapitre 238 : Premier amour - Chapitre 239 : Le jour blanc ☆☆ - Chapitre 240 : Les vierges... |                  |               |                   |                   |
| 26 | 29 octobre 2004  | 4-592-13846-5 | 9 juillet 2008    | 978-2-8459-9899-5 |
| Liste des chapitres : - Chapitre 241 : Massage amoureux ♥ - Chapitre 242 : Une expérience coquine ? ♥♥ - Chapitre 243 : Souvenirs ☆ - Chapitre 244 : Makoto, laisse-toi aller ! ☆☆ - Chapitre 245 : Jun se met en ménage ! - Chapitre 246 : Makoto, tombeur de ces dames ! - Chapitre 247 : Un séjour mouvementé - Chapitre 248 : La mystérieuse Mme Ichijo - Chapitre 249 : Une cerise d'amour !                                                                       |                  |               |                   |                   |
| 27 | 28 janvier 2005  | 4-592-13847-3 | 22 octobre 2008   | 978-2-8459-9937-4 |
| Liste des chapitres : - Chapitre 250 : La tête dans les étoiles ♥ - Chapitre 251 : Comment rester mince - Chapitre 252 : Un remède secret pour Yura ? ♥ - Chapitre 253 : Comment résister à la chaleur estivale ? ☆ - Chapitre 254 : Que choisir ? - Chapitre 255 : Explosion ♥♥ - Chapitre 256 : Ces jeunes filles en fleurs - Chapitre 257 : Bon rétablissement, Mme Ichijo ! ☆ - Chapitre 258 : Lassé des desserts ?!                                                |                  |               |                   |                   |
| 28 | 27 mai 2005      | 4-592-13848-1 | 3 décembre 2008   | 978-2-8459-9966-4 |
| Liste des chapitres : - Chapitre 259 : Yura pose nue ! - Chapitre 260 : La chef de service de Makoto ☆ - Chapitre 261 : Défilé de lingerie ♥ - Chapitre 262 : Makoto frôle la catastrophe ☆☆ - Chapitre 263 : La crise de la trentaine ♥ - Chapitre 264 : Une nouvelle ambiance ☆ - Chapitre 265 : Dommage, elle est mariée - Chapitre 266 : Une expérience au cabaret - Chapitre 267 : La fête des épouses ♥                                                           |                  |               |                   |                   |
| 29 | 29 août 2005     | 4-592-13849-X | 18 février 2009   | 978-2-8116-0012-9 |
| Liste des chapitres : - Chapitre 268 : La belle-mère ne s'en prive pas ♥ - Chapitre 269 : Puceau jusqu'à quel âge ? - Chapitre 270 : Panne de douche - Chapitre 271 : La décision de Misaki - Chapitre 272 : Quand Yura en a envie ☆ - Chapitre 273 : Dur d'enseigner à des lycéennes !? - Chapitre 274 : Quel pyjama choisir ? - Chapitre 275 : Le papa de Rui se remarie ? - Chapitre 276 : Le nouvel amour de Sugiyama ☆☆ - Chapitre 277 : Comme une première fois ? |                  |               |                   |                   |
| 30 | 20 décembre 2005 | 4-592-13850-3 | 6 mai 2009        | 978-2-8116-0054-9 |
| Liste des chapitres : - Chapitre 278 : Séjour en amoureux - Chapitre 279 : Kyoko fait des progrès ☆ - Chapitre 280 : Une standardiste à séduire ♥ - Chapitre 281 : Concours sportif - Chapitre 282 : Plats comme... ? ☆☆ - Chapitre 283 : Toujours auprès de toi ♥ - Chapitre 284 : Visite au malade ♥ - Chapitre 285 : Randonnée en amoureux - Chapitre 286 : La chef de service - Chapitre 287 : Petits lapins à votre service ♥                                      |                  |               |                   |                   |

### Tomes 31 à 40
| no | Japonais         | Japonais          | Français         | Français          |
| no | Date de sortie   | ISBN              | Date de sortie   | ISBN              |
| --- | ---------------- | ----------------- | ---------------- | ----------------- |
| 31 | 28 avril 2006    | 4-592-13851-1     | 19 août 2009     | 978-2-8116-0101-0 |
| Liste des chapitres : - Chapitre 288 : J'ai mal aux épaules ☆ - Chapitre 289 : Le papa de Rui et Mme Ichijo - Chapitre 290 : Infidélité par messagerie ? - Chapitre 291 : Surmenage professionnel ☆ - Chapitre 292 : Une entente souhaitée ♥ - Chapitre 293 : La femme des autres - Chapitre 294 : L'homme idéal ☆☆ - Chapitre 295 : Croyez-vous aux oracles ? - Chapitre 296 : Comment l'oublier ? - Chapitre 297 : Un score à battre ?                                                                                                |                  |                   |                  |                   |
| 32 | 29 août 2006     | 4-592-13852-X     | 18 novembre 2009 | 978-2-8116-0146-1 |
| Liste des chapitres : - Chapitre 298 : Bienvenue au café du charme - Chapitre 299 : Ambiance familiale difficile à vivre - Chapitre 300 : Un voyage en amoureux ♥ - Chapitre 301 : Nuit d'amour au nouvel an ♫ - Chapitre 302 : Le bébé des Yabuki ☆ - Chapitre 303 : Je l'aime toujours ♥ - Chapitre 304 : Pas assez de câlins ? - Chapitre 305 : Mme Ichijo et le papa de Rui passent une nuit ensemble ♥ - Chapitre 306 : Toujours pas d'orgasme ?                                                                                   |                  |                   |                  |                   |
| 33 | 21 décembre 2006 | 4-592-13853-8     | 17 février 2010  | 978-2-8116-0228-4 |
| Liste des chapitres : - Chapitre 307 : À la recherche du point G !!! - Chapitre 308 : La découverte de Watanabe (1) - Chapitre 309 : La découverte de Watanabe (2) - Chapitre 310 : S'intéresser aux autres hommes ? - Chapitre 311 : Le journal intime des amoureux - Chapitre 312 : Avouer ses sentiments... ☆ - Chapitre 313 : Un grand intérêt pour le sexe ♫ - Chapitre 314 : Les amours de Jun ☆ - Chapitre 315 : Les insomnies de Yura                                                                                           |                  |                   |                  |                   |
| 34 | 27 avril 2007    | 978-4-592-13854-9 | 19 mai 2010      | 978-2-8116-0281-9 |
| Liste des chapitres : - Chapitre 316 : Un baiser au coucher du soleil ♥ - Chapitre 317 : On pousse tous des cris différents ☆ - Chapitre 318 : Histoire de lunettes ♫ - Chapitre 319 : Watanabe enfin dépucelé ! ☆ - Chapitre 320 : Yura ne passe pas inaperçue ! - Chapitre 321 : Les sentiments de Misaki ☆ - Chapitre 322 : Démissionner du rôle d'épouse - Chapitre 323 : Deviens ma maman ♥ - Chapitre 324 : Je peux me lâcher, ce soir ? - Chapitre 325 : Souvenir de son premier amour                                           |                  |                   |                  |                   |
| 35 | 27 juillet 2007  | 978-4-592-13855-6 | 18 août 2010     | 978-2-8116-0331-1 |
| Liste des chapitres : - Chapitre 326 : Komatsu, la nouvelle collègue ♫ - Chapitre 327 : Makoto saura résister (je pense !) - Chapitre 328 : Souvenir du premier amour ☆ - Chapitre 329 : Amour au bureau ♥ - Chapitre 330 : Le passé de Mme Ichijô - Chapitre 331 : Un amour à toute épreuve ?! - Chapitre 332 : Le goût de la vraie jouissance ♥ - Chapitre 333 : Matsuzaki en quête de copines de sexe ! - Chapitre 334 : Les aveux de Rui ♫ - Chapitre 335 : J'adore me donner du plaisir                                            |                  |                   |                  |                   |
| 36 | 29 novembre 2007 | 978-4-592-13856-3 | 19 janvier 2011  | 978-2-8116-0387-8 |
| Liste des chapitres : - Chapitre 336 : Attention aux envies sexuelles ! - Chapitre 337 : Yura se surprend à aimer le sexe ♥ - Chapitre 338 : Matsuzaki fait ses plates excuses - Chapitre 339 : Enrhumés tous les deux ☆ - Chapitre 340 : Voyage d'affaires entouré de femmes (1) - Chapitre 341 : Voyage d'affaires entouré de femmes (2) - Chapitre 342 : Une sortie en amoureux ? - Chapitre 343 : La troisième année... ♥ - Chapitre 344 : Le secret des sous-vêtements ♫ - Chapitre 345 : Vivre de nouvelles expériences sexuelles |                  |                   |                  |                   |
| 37 | 20 décembre 2007 | 978-4-592-13857-0 | 18 mai 2011      | 978-2-8116-0472-1 |
| Liste des chapitres : - Chapitre 346 : Conseils pour pratiquer le slow-sex (1) - Chapitre 347 : Conseils pour pratiquer le slow-sex (2) - Chapitre 348 : Monsieur S et Madame M ♫ - Chapitre 349 : Agence matrimoniale pour Suzuka (1) - Chapitre 350 : Agence matrimoniale pour Suzuka (2) - Chapitre 351 : Maquillage interdit ! - Chapitre 352 : L'argent de poche de Makoto ☆ - Chapitre 353 : Amour impossible - Chapitre 354 : Le moniteur du club de fitness ♥ - Chapitre 355 : Les tribulations de Yura                         |                  |                   |                  |                   |
| 38 | 28 mars 2008     | 978-4-592-13858-7 | 19 octobre 2011  | 978-2-8116-0557-5 |
| Liste des chapitres : - Chapitre 356 : Makoto est jaloux ♫ - Chapitre 357 : Les couples libérés ! - Chapitre 358 : Le plaisir mutuel ♥♥ - Chapitre 359 : Une fête chacun de son côté ♪ - Chapitre 360 : Dernière faveur - Chapitre 361 : Un baiser au goût chocolat ♥ - Chapitre 362 : Épouse-moi ! - Chapitre 363 : Fini les études pour Rika ! ☆ - Chapitre 364 : Rika employée de bureau ♥ - Chapitre 365 : Les mots qui excitent |                  |                   |                  |                   |
| 39 | 27 juin 2008     | 978-4-592-13859-4 | 18 juillet 2012  | 978-2-8116-0737-1 |
| Liste des chapitres : - Chapitre 366 : Voyage avec les collègues (1) - Chapitre 367 : Voyage avec les collègues (2) - Chapitre 368 : Les expériences de chacun ☆ - Chapitre 369 : Yura en mode SM ♫ - Chapitre 370 : La demande en mariage ♥ - Chapitre 371 : L'embrasseuse ☆ - Chapitre 372 : Qu'a-t-elle de particulier ? - Chapitre 373 : Un rapport sexuel délicieux ♥ - Chapitre 374 : Histoire passée - Chapitre 375 : La saison des amours chez les animaux                                                                      |                  |                   |                  |                   |
| 40 | 29 juillet 2008  | 978-4-592-13860-0 | 16 janvier 2013  | 978-2-8116-1083-8 |
| Liste des chapitres : - Chapitre 376 : Bienvenue dans l'univers SM ♥ - Chapitre 377 : La liberté d'aimer ♫ - Chapitre 378 : Le mariage de Rui et de Watanabe ♥ - Chapitre 379 : Makoto esclave ♪ - Chapitre 380 : Rin, une fille pure et sincère ♥ - Chapitre 381 : Relaxation masculine ☆ - Chapitre 382 : Courage, Miyuki ! ♫ - Chapitre 383 : Plus fort et plus intensément ! ♥ - Chapitre 384 : Cherchez l'erreur |                  |                   |                  |                   |

### Tomes 41 à 50
| no | Japonais        | Japonais          | Français         | Français          |
| no | Date de sortie  | ISBN              | Date de sortie   | ISBN              |
| --- | --------------- | ----------------- | ---------------- | ----------------- |
| 41 | 29 janvier 2009 | 978-4-592-14601-8 | 15 janvier 2014  | 978-2-8116-1343-3 |
| Liste des chapitres : - Chapitre 385 : Sensations fortes ♥ - Chapitre 386 : Rui commence vie de couple ♥ - Chapitre 387 : Séduis-moi à nouveau ♫ - Chapitre 388 : La compatibilité sous la couette ☆ - Chapitre 389 : Regarde-moi sous tous les angles ♥ - Chapitre 390 : Je t'offre ma virginité - Chapitre 391 : La distance des sentiments ! ☆ - Chapitre 392 : Le secret de Rui est dévoilé ! - Chapitre 393 : Le sexe et le groupe sanguin - Chapitre 394 : Fais-moi un enfant                                       |                 |                   |                  |                   |
| 42 | 28 avril 2009   | 978-4-592-14602-5 | 13 novembre 2014 | 978-2-8116-1637-3 |
| Liste des chapitres : - Chapitre 395 : Voyage d'affaires pour Makoto et Miyuki (1) - Chapitre 396 : Voyage d'affaires pour Makoto et Miyuki (2) - Chapitre 397 : Je voulais tant que tu m'aimes - Chapitre 398 : Je me sens si seule ☆ - Chapitre 399 : Violence conjugale - Chapitre 400 : Jun attend un bébé ! - Chapitre 401 : Ta jeunesse... - Chapitre 402 : Yura dans le bon-odori ♫ - Chapitre 403 : Je suis une adulte, à présent ☆ - Chapitre 404 : Évolution des zones érogènes ♥                               |                 |                   |                  |                   |
| 43 | 29 juillet 2009 | 978-4-592-14603-2 | 20 mai 2015      | 978-2-8116-2052-3 |
| Liste des chapitres : - Chapitre 405 : Nouveaux préliminaires ♥ - Chapitre 406 : Monsieur, passez-moi en revue ! - Chapitre 407 : Vous n'aimez pas les poitrines opulentes ? - Chapitre 408 : Maillot de bain trop petit ☆ - Chapitre 409 : Le monde des travestis ♫ - Chapitre 410 : Le stress de l'attente de la grossesse ☆ - Chapitre 411 : Direction Kodakara Onsen ! - Chapitre 412 : Voyage scolaire palpitant (1) ♫ - Chapitre 413 : Voyage scolaire palpitant (2) ♫ - Chapitre 414 : Une déclaration inoubliable |                 |                   |                  |                   |
| 44 | 29 octobre 2009 | 978-4-592-14604-9 | 18 novembre 2015 | 978-2-8116-2300-5 |
| 45 | 29 janvier 2010 | 978-4-592-14605-6 |                  |                   |
| 46 | 28 avril 2010   | 978-4-592-14606-3 |                  |                   |
| 47 | 29 juillet 2010 | 978-4-592-14607-0 |                  |                   |
| 48 | 29 octobre 2010 | 978-4-592-14608-7 |                  |                   |
| 49 | 28 février 2011 | 978-4-592-14609-4 |                  |                   |
| 50 | 29 juillet 2011 | 978-4-592-14610-0 |                  |                   |

### Tomes 51 à 60
| no | Japonais          | Japonais          | Français       | Français |
| no | Date de sortie    | ISBN              | Date de sortie | ISBN     |
| -- | ----------------- | ----------------- | -------------- | -------- |
| 51 | 28 octobre 2011   | 978-4-592-14611-7 |                |          |
| 52 | 27 janvier 2012   | 978-4-592-14612-4 |                |          |
| 53 | 29 mai 2012       | 978-4-592-14613-1 |                |          |
| 54 | 24 août 2012      | 978-4-592-14614-8 |                |          |
| 55 | 29 novembre 2012  | 978-4-592-14615-5 |                |          |
| 56 | 29 mars 2013      | 978-4-592-14616-2 |                |          |
| 57 | 28 juin 2013      | 978-4-592-14617-9 |                |          |
| 58 | 27 septembre 2013 | 978-4-592-14618-6 |                |          |
| 59 | 29 janvier 2014   | 978-4-592-14619-3 |                |          |
| 60 | 28 avril 2014     | 978-4-592-14620-9 |                |          |

### Tomes 61 à 70
| no | Japonais           | Japonais          | Français       | Français |
| no | Date de sortie     | ISBN              | Date de sortie | ISBN     |
| -- | ------------------ | ----------------- | -------------- | -------- |
| 61 | 29 juillet 2014,   | 978-4-592-14726-8 |                |          |
| 62 | 29 octobre 2014,   | 978-4-592-14727-5 |                |          |
| 63 | 29 janvier 2015,   | 978-4-592-14728-2 |                |          |
| 64 | 29 juin 2015,      | 978-4-592-14729-9 |                |          |
| 65 | 26 septembre 2015, | 978-4-592-14730-5 |                |          |
| 66 | 29 janvier 2016,   | 978-4-592-14805-0 |                |          |
| 67 | 27 mai 2016,       | 978-4-592-14806-7 |                |          |
| 68 | 29 septembre 2016, | 978-4-592-14807-4 |                |          |
| 69 | 26 décembre 2016,  | 978-4-592-14808-1 |                |          |
| 70 | 28 avril 2017,     | 978-4-592-16070-0 |                |          |

### Tomes 71 à 80
| no | Japonais           | Japonais           | Français       | Français |
| no | Date de sortie     | ISBN               | Date de sortie | ISBN     |
| -- | ------------------ | ------------------ | -------------- | -------- |
| 71 | 28 juillet 2017,   | 978-4-592-16071-7  |                |          |
| 72 | 29 novembre 2017,  | 978-4-592-160-72-4 |                |          |
| 73 | 29 novembre 2017,  | 978-4-592-160-73-1 |                |          |
| 74 | 29 mars 2018,      | 978-4-592-160-74-8 |                |          |
| 75 | 29 mars 2018,      | 978-4-592-160-75-5 |                |          |
| 76 | 27 juillet 2018,   | 978-4-592-160-76-2 |                |          |
| 77 | 26 décembre 2018,  | 978-4-592-160-77-9 |                |          |
| 78 | 26 avril 2019,     | 978-4-592-160-78-6 |                |          |
| 79 | 27 septembre 2019, | 978-4-592-160-79-3 |                |          |
| 80 | 28 février 2020,   | 978-4-592-16080-9  |                |          |

### Tomes 81 à 90
| no | Japonais           | Japonais           | Français       | Français |
| no | Date de sortie     | ISBN               | Date de sortie | ISBN     |
| -- | ------------------ | ------------------ | -------------- | -------- |
| 81 | 26 juin 2020,      | 978-4-592-160-79-3 |                |          |
| 82 | 27 novembre 2020,  | 978-4-592-16082-3  |                |          |
| 83 | 28 avril 2021,     | 978-4-592-16083-0  |                |          |
| 84 | 27 août 2020,      | 978-4-592-16084-7  |                |          |
| 85 | 28 janvier 2022,   | 978-4-592-16085-4  |                |          |
| 86 | 27 mai 2022,       | 978-4-592-16086-1  |                |          |
| 87 | 29 septembre 2022, | 978-4-592-16087-8  |                |          |
| 88 | 27 janvier 2023,   | 978-4-592-16088-5  |                |          |
| 89 | 29 mai 2023,       | 978-4-592-16089-2  |                |          |
| 90 | 29 février 2024,   | 978-4-592-16090-8  |                |          |

### Tomes 91 à aujourd'hui
| no | Japonais          | Japonais          | Français       | Français |
| no | Date de sortie    | ISBN              | Date de sortie | ISBN     |
| -- | ----------------- | ----------------- | -------------- | -------- |
| 91 | 28 juin 2024,     | 978-4-592-16091-5 |                |          |
| 92 | 28 novembre 2024, | 978-4-592-16092-2 |                |          |
| 93 | 29 août 2025,     | 978-4-592-16093-9 |                |          |